# Ferrochélatase
Pour les articles homonymes, voir Fech.
La ferrochélatase (FECH) est une lyase qui catalyse la huitième et dernière étape de la biosynthèse de l'hème au sein des mitochondries.

## Activité enzymatique
Cette enzyme membranaire, d'une masse moléculaire d'environ 86 kDa, est un homodimère, chaque monomère contenant un centre [2Fe-2S]. Elle est constituée de 423 acides aminés et permet de convertir la protoporphyrine IX en hème b en catalysant la réaction :
protoporphyrine + Fe2+  {\displaystyle \rightleftharpoons }  hème b + 2 H+.

## Caractéristique du gène
Chez l'humain, le gène encodant cette protéine est situé sur le 18e chromosome et comporte douze exons. Les mutations sur ce gène sont impliquées dans la protoporphyrie érythropoïétique.

## En Médecine
La mutation du gène provoque la protoporphyrie érythropoïétique.